# Каргопольское викариатство

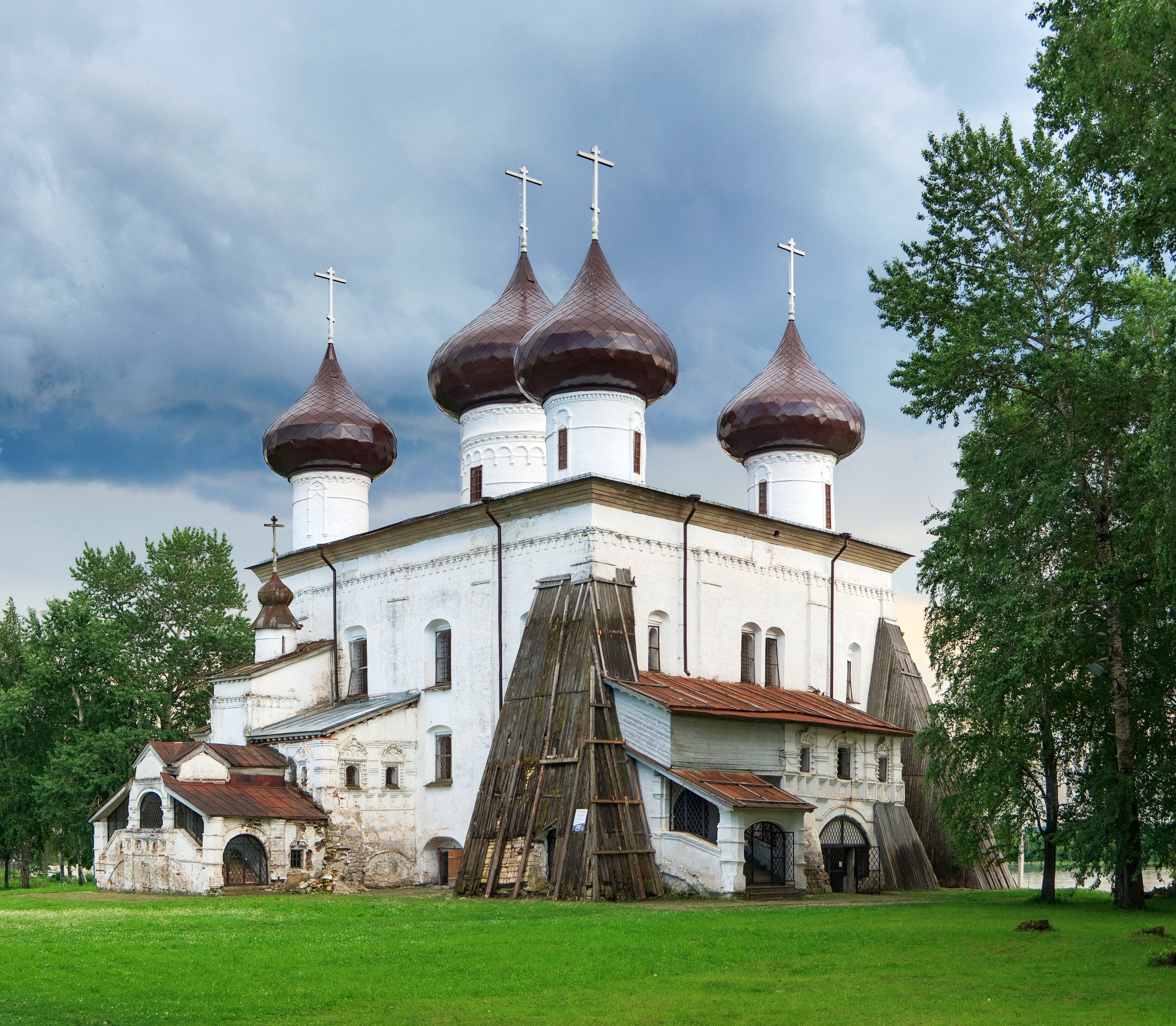
Христорождественский собор в Каргополе

Ка́ргопольское викариа́тство — викариатство Олонецкой епархии Русской православной церкви.

## История
12 августа 1911 года император Николай II утвердил доклад Святейшего Синода об учреждении в Олонецкой епархии кафедры викарного епископа. В официальном издании Святейшего Синода необходимость в данном викариатстве объяснялась так: «Учреждение этой кафедры вызвано, прежде всего, территориальною обширностью Олонецкой епархии. Епархия эта занимает площадь в 112.000 кв. вёрст, то есть по размерами почти равняется епархиям Московской, Рязанской, Тульской и Калужской вместе взятым. С севера на юг она простирается на 500 вёрст, а с востока на запад на 800 вёрст. Уездные города Пудож и Каргополь находятся от епархиального города в расстоянии: первый — 500 и второй — свыше 600 вёрст. Приходы, в особенности в северной части епархии, разбросаны друг от друга на десятки вёрст; железных дорог вовсе нет; другие пути сообщения отличаются неустроенностью. Всё это создаёт для епархиального епископа огромные затруднения в управлении епархией, особенно в отношении наблюдения за жизнью, и деятельностью священно-церковно-служителей и за религиозно-нравственным состоянием пасомых. При отсутствии удобных путей сообщения, епархиальный архиерей должен затратить весьма много времени, чтобы посетить окраины епархии. Этим и объясняется то обстоятельство, что некоторые приходы десятками лет не видят своих архипастырей <…> Викарный преосвященный Олонецкой еп. будет именоваться Каргопольским и будет иметь постоянное местопребывание в Спасо-Преображенском Каргопольском монастыре, которым он будет управлять на правах настоятеля». В ведении викарного епископа состояли Каргопольский и Пудожский уезды Олонецкой губернии.
Викарный епископ Каргопольский имел пребывание в Спасо-Преображенском монастыре города Каргополя. После увольнения 19 февраля 1928 года епископа Василия (Дохтурова) на покой, не замещалось.

## Епископы
- 28 августа 1911 — 2 ноября 1913 — Варнава (Накропин)
- 13 ноября 1913 — 14 сентября 1921 — Варсонофий (Вихвелин)
- 14 октября 1924 — 12 июня 1925 — Иларион (Бельский)
- 24 июля 1925 — 19 февраля 1928 — Василий (Дохторов)